# Park Narodowy Taï
Park Narodowy Taï (fr. Parc National de Taï) – park narodowy w południowo-zachodnim Wybrzeżu Kości Słoniowej, położony między rzekami Sassandra i Cavalla, niedaleko granicy z Liberią. Park założono w 1973 roku, a w 1982 roku wpisano go na listę światowego dziedzictwa UNESCO ze względu na dużą różnorodność form flory i fauny na jego obszarze.

## Warunki naturalne
Obejmuje ok. 3500 km² obszaru jednego z ostatnich pierwotnych lasów deszczowych w Afryce Zachodniej. Jest to największa enklawa leśna w tym regionie kontynentu. W południowej części parku lasy pokrywają lekko pofałdowaną równinę (najwyższy szczyt Niénokué, ok. 623 m n.p.m.). Występują tu
wysokie na 40-60 metrów drzewa oplatane lianami i porośnięte epifitami tworzące gęsty dach. Botanicy naliczyli 1300 gatunków roślin wyższych, z czego ponad połowa występuje tylko w tym parku. Żyje tu też wiele zagrożonych gatunków zwierząt, m.in. hipopotam karłowaty. Spotyka się też słonie, lamparty i liczne gatunki małp, ptaków i gadów.

## Zagrożenia
Ze względu na trwającą w kraju wojnę domową i związane z nią wzmożone kłusownictwo organizacja UNESCO w ostatnim czasie uznała park za miejsce zagrożone na liście dziedzictwa ludzkości. Szczególnie zagrożonymi zwierzętami w parku są słonie ze względu na cenny towar, jakim jest kość słoniowa. Populacja słoni zmalała w latach 1979–1999 z 1800 do zaledwie 100 osobników. Dodatkowo hipopotamy są dla tamtejszej ludności cennym źródłem mięsa, podobnie jak małpy i antylopy. Krokodyle i lamparty giną natomiast z uwagi na fakt, iż ich cenne skóry stanowią główne źródło zarobków dla wielu osób zamieszkujących obrzeża parku.
Dla ochrony parku przed osadnikami, drwalami i poszukiwaczami złota, park otoczono szeroką szosą, lecz to przyczynia się tylko do szybszej jego zagłady.
Ponadto teren ten jest narażony na katastrofalne powodzie, erozję gleby oraz 30% spadek ilości opadów.